# NG BOY×パラダイス
『NG BOY×パラダイス』（エヌジーボーイパラダイス）は、宮脇ゆきのによる日本の漫画作品。

## 概要
作者にとって『ChuChu』（小学館）初の連載作品で、2006年4月号から2007年5月号まで連載された。単行本は通算3巻となり、最終巻には誌面のページ数の都合で単行本で長らく収録されなかった宮脇の読み切り作品である「すてきにシンデレラ☆ナイト」（『ちゃお』（同）1998年10月号掲載）を収録している。

## あらすじ
少女漫画的恋にあこがれる高校1年生の主人公・柏原美羽と、同じ高校に在籍するアイドルとの恋愛関係を綴った物語。

## 登場人物

### NG BOY×パラダイス
柏原 未羽（かしわばら みう）
主人公。高校1年生。少女漫画を愛読しているが、校内で偶然であった、芸能科の男子生徒、神代真尋に一目惚れし、母親の陰謀で神代の家に同居することになり、芸能科へ転科することになる。
神代 真斗（かみしろ まなと）
美羽と同じ高校の芸能科に在学するスーパーアイドル。アクションもののドラマを中心に多忙な芸能活動を送っている。各種雑誌で好感度が優位に立っている。一つのことにあまり興味を示さない性格だが、真尋からのスカウトに対して興味の食い違いから芸能界へ入る。当初真尋と二人で一人という公称であったが事故で双子であることを告白する。特技は勉強だが、料理は苦手。美羽が次第に真尋へ思いを寄せてしまうので単行本第3巻巻末に裏Nパラと銘打ちプリンセスVer.1の千早に愚痴をこぼすコマが描かれている。
神代 真尋（かみしろ まひろ）
真斗とは双子の兄で公では影武者。プロのスタントマンであり真斗のアクション系のスタント演技を担当している。幼い頃からアクションにあこがれスタントマンになる練習を繰り返していた。しかしスタント撮影中にバイクから猫をよけようとして事故に遭遇してしまう。実は真斗より学校でもてている。特技は料理。
美羽の母
漫画雑誌の編集者。美羽に真斗の側近に行かせようとして遊園地のエキストラをやらせたりしている。
栞（しおり）
真尋が怪我で入院中に出会った少女。病弱だが真尋が唯一好きになった少女で、真尋が退院した後も連絡を取り合っていたが、気がついたときは死亡していた。

### すてきにシンデレラ☆ナイト
高木 理佐（たかぎ りさ）
主人公。中学2年の夏、突如彼氏ができた。きっかけはクラスメートの藤原章太からの暑中見舞いを受け取ったことがきっかけで、夏休み明けの修学旅行でハネムーンと銘打たれ藤原とカップル扱いされからかわれる。しかし自由行動では藤原と二人きりのシーンが多くなっている。
藤原 章太（ふじわら しょうた）
高木の彼氏。横浜市あざみ野在住（設定上）暑中見舞いを高木に送ったことで好きであることを告白する。

## 特記事項
今回単行本に収録された「すてきにシンデレラ☆ナイト」はそれまでスポーツ漫画中心であった作者が初めてスポーツに絡まない作品を発表したものである。

## 書誌情報
- 宮脇ゆきの『NG BOY×パラダイス』小学館〈ちゅちゅコミックス〉全3巻
  1. 2006年9月発売[1]、ISBN 978-4-09-130759-0
  2. 2007年2月発売[2]、ISBN 978-4-09-130799-6
  3. 2007年6月29日発売[3]、ISBN 978-4-09-131237-2